# Spettroscopia RM in neuroradiologia

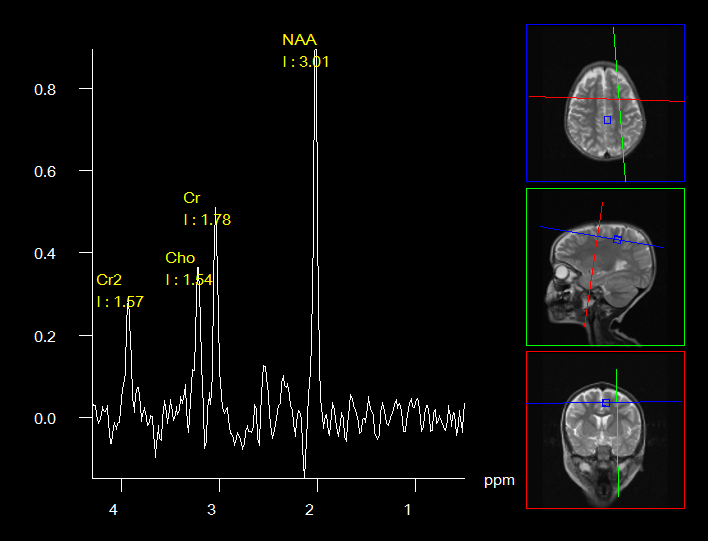
Spetroscopia RM

Le tecniche di Spettroscopia RM in neuroradiologia (RMS) impiegate in clinica utilizzano la Spettroscopia di risonanza magnetica nucleare per studiare la presenza di determinati metaboliti all'interno di un tessuto, in modo da permetterne la caratterizzazione. Queste tecniche consentono di distinguere la presenza di determinate molecole tramite la rilevazione dello spostamento della frequenza di risonanza da quello di un composto di riferimento, di solito l' N-acetil Aspartato (NAA). Tale valore è molto piccolo ed è quindi espresso in parti per milione (ppm) che indicano quanto la frequenza del metabolita in oggetto si scosta da quella di riferimento (essendo questo valore molto piccolo lo si moltiplica per un milione). L'area sotto la curva sottesa ad ogni picco è proporzionale alla concentrazione del metabolita in esame. Dato che gli atomi di idrogeno presenti nell'acqua sono molto più rappresentati di quelli dei metaboliti nel corpo umano lo studio di spettroscopia è preceduto da un impulso per sopprimere il segnale dell'acqua; inoltre l'utilizzo di un'elevata intensità di campo magnetico permette una migliore distinzione dei differenti picchi. Anche cambiare i parametri di acquisizione influisce sul risultato finale dello studio.
In condizioni normali utilizzando macchine con un campo magnetico pare a 1,5 T è possibile identificare a livello cerebrale solo i picchi della colina (Cho), dell' N-acetil-aspartato (NAA) e della creatina (Cr), mentre invece quello dei lattati e dei lipidi sono visibili solo in condizioni patologiche (a seconda dei parametri di acquisizione il picco dei lattati può essere positivo o negativo). Usando macchine con un campo pari a 3T non è possibile distinguere il picco del glutammato (glu) da quello della glutammina (gln), mentre campi da 7 T permettono di identificare fino a 14 metaboliti nel cervello sano e di distinguere i picchi da NAA, glu e gln. Utilizzando TR brevi si ottengo in genere picchi di minore ampiezza ma con migliore risoluzione in frequenza, al contrario TR lunghi consentono di ottenere maggiore segnale a scapito del tempo di acquisizione. 
Per ottenere immagini in tempi congrui con la pratica clinica è possibile selezionare solo un volume di interesse (VOI) da studiare oppure, nel caso si voglia studiare piccole lesioni o produrre un imaging spettroscopico, utilizzare numerose piccole VOI con ognuna un suo tempo di acquisizione; utilizzando VOI più piccole si aumenta la risoluzione spaziale dell'immagine finale a scapito della risoluzione di contrasto (la proporzionalità fra intensità del segnale e numero delle VOI è quadratica, raddoppiando la risoluzione spaziale quella di contrasto si riduce di un quarto a parità di tempo di acquisizione). L'imaging spettroscopico contente di ottenere immagini colorate che rappresentano la distribuzione spaziale di un metabolita nell'area studiata, ma consentono anche di separare i singoli spettri ottenuti dalle diverse VOI.
La quantificazione assoluta della concentrazione dei metaboliti di norma non viene effettuata in clinica per limiti tecnici della metodica; di norma gli spettri a carico delle lesioni encefaliche sono rapportati ad una zona di encefalo sano dello stesso paziente ed i dati sono anche corretti utilizzando database di soggetti normali con la stessa età anagrafica.

## Metaboliti indagabili mediante spettroscopia RM
Il metabolita più rappresentato a livello encefalico, tipicamente presente solo a questo livello,  è l'N-acetil-aspartato (NAA), che si localizza nello spettro a 2,02 (picco principale), 2,6 e 2,5 ppm ed il suo valore è un indice di densità neuronale ed assonale; una sua diminuzione è infatti correlata alla morte dei neuroni nella zona indagata, mentre un suo netto incremento è tipico della malattia di Canavan. La funzione di questo metabolita è sconosciuta. L'NAA non è presente nelle lesioni extrassiali come il meningioma.
La creatina (Cr) si localizza a 3,02 (picco principale) e a 3,91 ppm. La creatina viene continuamente convertita in fosfocreatina ed è implicata nel trasferimento di gruppi fosfato ad alta energia provenienti dall ' ATP all'interno della cellula e quindi nel metabolismo energetico della cellula stessa. Essendo un picco molto stabile è di solito utilizzato come riferimento per studiare l'ampiezza degli altri picchi, tuttavia in condizione di aumentata gliosi (ad esempio tumori cerebrali della glia) si può osservare incremento di questo metabolita, che una volta sintetizzato dal fegato si accumula nelle cellule gliali. Riduzione in ampiezza del picco della creatina si osserva invece nelle malattie croniche del fegato.
Il picco della colina (cho) si localizza a 3,22 ppm ed è dovuto, oltre alla colina libera, anche alla fosfocolina ed alla glicerolofosfocolina. Tutte queste sostanze sono componenti delle membrane cellulari e di conseguenza questo picco è un indice del turnover di queste. Valori elevati del picco della colina sono tipici dei tumori cerebrali, mentre incrementi moderati sono tipici delle flogosi e dell'infarto cerebrale. L'encefalopatia epatica in spettroscopia è caratterizzata da decremento della colina.
I lipidi delle membrane non sono mobili e quindi non sono rilevabili mediante spettroscopia RM, la quale consente di rilevare soli i lipidi mobilizzati da eventuali patologie che portano a necrosi del tessuto cerebrale. Il picco dei lipidi si localizza fra gli 0,9 e gli 1,4 ppm. Tali sostanze possono anche essere rilevate come artefatto se la VOI è piazzata molto vicino alla teca cranica, ove è presente normalmente il tessuto adiposo.
Anche i lattati (lac) non sono identificabili nel tessuto cerebrale normale, tuttavia è possibile rinvenirli a 1,33 ppm in alcune patologie caratterizzate da incremento della glicolisi anaerobica a scapito della aerobica come l'ischemia, l'infarto, la flogosi acuta (per presenza dei macrofagi), i tumori, le aree di necrosi, alcune malattie mitocondriali e l'epilessia.
Il mioinositolo  (mI) si localizza a 3,5-3,6 ppm ed è prodotto dalle cellule gliali. Può incrementare nella gliosi, nelle flogosi, nei tumori a cellule gliali, nelle malattie demielinizzanti e nella malattia di Alzheimer. I suoi livelli si riducono nell'encefalopatia epatica.
La glicina risuona nello stesso range di frequenze del mioinositolo ed è distinguibile da questo impiegando diversi TE durante l'acquisizione, ,mentre utilizzando un TE lungo questa sostanza è il maggior contributore del picco nello stesso range. Nel cervello normale la glicina presenta valori di concentrazione bassissimi, tuttavia un suo incremento si può rilevare nell'iperglicemia non chetogenica.
L'alanina (ala) si rileva come un picco doppio negativo a 1,48 ppm in alcuni meningiomi. Se è presente un contemporaneo incremento dei lattati questo metabolita non è rilevabile.
Il glutammato (Glu) e la glutammina (Gln) con macchine a 1,5 T sono visibili come un unico complesso di picchi compreso nel range 2,05-2,5 ppm definito dalla sigla Glx. La conversione da glutammato a glutammina avviene in seguito alla ricaptazione di questo neurotrasmettitore a livello sinaptico. Impiegando un campo di 3T i due metaboliti possono essere distinti mediante tecniche di post-processing, mentre a 7 T i due picchi sono ben distinguibili, tuttavia queste macchine non sono di uso clinico comune, quindi questi marker sono al momento poco studiati. Incremento del Glu è descritto nelle placche di sclerosi multipla e nella sostanza bianca anche normale di soggetti affetti da malattie demielinizzanti. Incrementi della GLN sono segnalati nei pazienti affetti da encefalopatia epatica.
Altre sostanze di interesse clinico come il GABA sono difficilmente rilevabili in RMS se non con speciali algoritmi e campi magnetici molto intensi.
I corpi chetonici possono essere rilevati nel rage 3,68-3,75 ppm nei pazienti affetti da galattosiemia, la fenilalanina a 7,3 ppm è visibile nei pazienti affetti da fenilchetonuria.
Composti esogeni come l'etanolo (1,16 ppm) ed il mannitolo (3,8 ppm) possono essere rilevati in caso di assunzione in grandi quantità.

## Variazioni regionali
Non sono note variazioni dei metaboliti indagabili in RMS fra i due sessi o fra i due emisferi, tuttavia la sostanza bianca presenta di norma valori più elevati di Cho e NAA e valori inferiori di Cr rispetto alla grigia. L'NAA è inoltre più concentrato nelle regioni anteriori rispetto alle posteriori, oltre che andando verso il midollo spinale. Valori maggiori di Cho sono anche tipici di talamo, ipotalamo e corteccia insulare, mentre lo stesso marker è meno rappresentato nella corteccia visiva. L'ippocampo e la corteccia temporale anteriori presentano valori più alti di Cho e minori di NAA rispetto alle regioni posteriori. Il ponte presenta valori incrementati di NAA e Cho e ridotti di Cr. Il cervelletto mostra di norma elevati valori di Cho e Cr e ridotti di NAA.

## Variazioni correlate all'età anagrafica
I primi mesi di vita sono correlati alle variazioni più importanti nella concentrazione dei vari metaboliti. Alla nascita i valori di NAA sono ridotti, mentre sono molto evidenti la Cho ed il mI. La maturazione del cervello è correlata col progressivo incremento dell' NAA e con la riduzione della Cho; tali variazioni sono più intense nel primo anno ma proseguono fino ai 20 anni, con incremento più lento a carico dei lobi frontali. Nell'età avanzata alcuni Autori hanno osservato decremento dell'NAA, associato a incremento di Cr e Cho (ad indicare la progressiva morte neuronale associata ad incremento delle cellule gliali).

## Applicazioni cliniche della RMS
I tumori cerebrali sono caratterizzati da riduzione dell'NAA ed incremento di Cho, mI (nei gliomi) e lipidi, mentre l'incremento dei lattati è secondario alla presenza di aree ischemiche intralesionali. I livelli di Cho incrementano con la cellularità ed il grading, tuttavia nel glioblastoma si può osservare riduzione dei livelli di Cho per la massiccia presenza di necrosi all'interno delle lesioni. In tali casi è utile l'imaging spettroscopico che consente di distinguere la necrosi dalle aree vitali, come pure di riconoscere il tessuto cerebrale infiltrato dalla neoplasia, caratterizzato da ridotti valori di NAA ed incrementati livelli di Cho. L'imaging spettroscopico a tal fine può essere anche utilizzato per il planning radioterapico e la ricerca di recidive post-trattamento se coregistrato ad immagini TC. Un elevato rapporto colina/creatinina è tipico delle regioni da includere nei trattamenti radioterapici.
L'infarto cerebrale è caratterizzato da incremento dei lattati associato a riduzione degli altri metaboliti e per questo può essere riconosciuto facilmente dalle neoplasie all'imaging spettroscopico. La riduzione dei rapporti NAA/Cr e NAA/Cho è correlata con il grado di ipossia.
Nel contesto di un ascesso cerebrale non sottoposto a terapia antibiotica la RMS consente di identificare i cataboliti del metabolismo batterico come l'alanina, la leucina (3,7 ppm), altri aminoacidi (0,9 ppm), l'acetato (1,9 ppm) ed il succinato (2,4 ppm), mentre dopo terapia si rinvengono solo i lipidi ed i lattati.
Le lesioni demielinizzanti mostrano spettri simili a quelli delle neoplasie e da queste sono difficilmente distinguibili alla RMS.
Nelle demenze ed in particolare in quella di Alzheimer è possibile rilevare riduzione dell'NAA ed incremento del mI in sede frontale, parietale e temporale; tale riduzione correla col declino cognitivo e la sintomatologia dei pazienti. In particolare il rapporto mI/Cr elevato è tipoco delle fasi precoci di malattia, mentre la riduzione del rapporto NAA/Cr è tipico di quelle tardive. Il valore del rapporto NAA/mI correla con il punteggio del test mini mental state examination. I livelli di mI sono più agevolmente misurabili utilizzando una singola VOI posizionata a livello del giro del cingolo ed un TE breve. Il rapporto NAA/Cr ridotto e quello mI/Cr incrementato a livello del cingolo sono correlati a prognosi peggiore nei pazienti con declino cognitivo lieve. Le stesse alterazioni sono rilevabili anche nella demenza fronto-temporale posizionando le VOI nelle aree atrofiche.
Nelle crisi epilettiche parziali complesse il focus epilottogeno può essere identificato dalla RMS come un'area dal ridotto rapporto NAA/.
La RMS è anche utilizzata nello studio di patologie metaboliche come la malattia di Canavan (ove mostra netto incremento dell'NAA), i deficit di sintesi e trasporto della creatina (non si osserva il picco della creatina), la fenilchetonuria (ove si osserva il tipico picco della fenilalanina a 7,3 ppm) e la chetoacidosi diabetica caratterizzata da un picco del glucosio a 3,4-3,8 ppm ed uno dell'acetone a 2,2 ppm.